# 三棧溪
三棧溪（太魯閣語：Yayung Pratan）位於台灣東部，為一縣市管河川，幹流長度25公里，流域面積123.32平方公里，分可為三棧南溪及三棧北溪（太魯閣語：Yayung Sigak）兩條支流，流域位於花蓮縣北部之太魯閣國家公園東南側，行政區域為新城鄉，面積約佔太魯閣國家公園的十分之一。以三棧南溪為主流，發源於海拔3,101公尺帕托魯山，向東流經水源村、佳民村、景美村，到三棧社區、南三棧後，與三棧北溪匯流，繼續向東流經北迴線及台9線後，以東南方向注入太平洋。